# Emilio Colombo

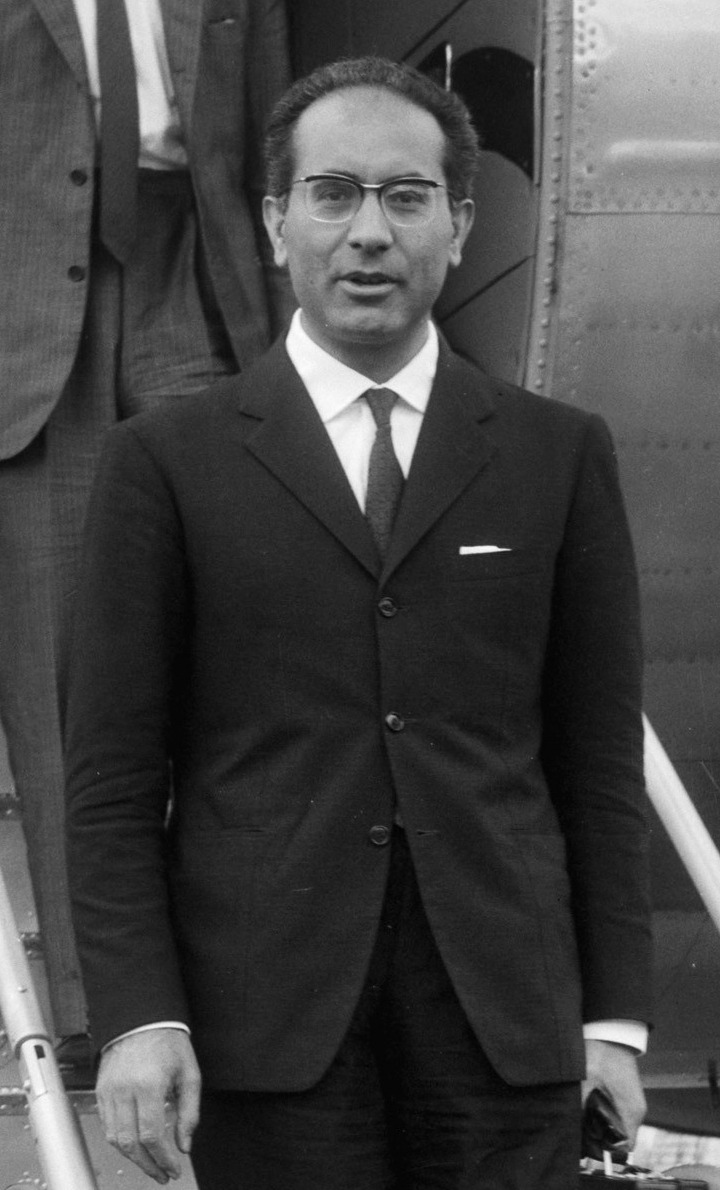
Emilio Colombo in 1966

Emilio Colombo (Potenza, 11 april 1920 – Rome, 24 juni 2013) was een Italiaans diplomaat en politicus. Behalve het premierschap tussen 1970 en 1972 en andere vooraanstaande functies in Italiaanse regeringen was hij ook actief in Europese politiek.

## Biografie
Colombo liep school bij de jezuïeten en was actief in de leiding van een katholieke jeugdbeweging. Hij studeerde rechten in Rome en begon zijn politieke carrière bij de Christendemocratische Partij. In 1946 was hij christendemocratisch afgevaardigde in de Constituante en in 1948 werd hij verkozen in het Parlement en werd hij ondersecretaris voor landbouw. Hij vervulde verscheidene ministersposten (landbouw van 1955 tot 1958, financiën van 1963 tot 1970). In augustus 1970 werd hij premier van Italië in een centrumlinks kabinet met christendemocraten, republikeinen en socialisten. Hij bleef premier tot 1972. In januari van dat jaar kwam het kabinet-Colombo ten val door onenigheid tussen de coalitiepartners over de te nemen maatregelen tegen de economische crisis. Later werd hij voorzitter van het Europees Parlement (1977-1979) en minister van buitenlandse zaken in Italië (1980-1983 en nog eens in 1992-1993). In eerstgenoemde periode stelt hij met zijn Duitse ambtgenoot Hans Dietrich Genscher een voor Europa belangrijk verdrag op, wat een reden geweest kan zijn aan hem de Karelsprijs toe te kennen.
In 2003 verleende president Carlo Azeglio Ciampi hem de hoogste politieke eer die Italië kent door Colombo tot senator voor het leven te benoemen.
In november 2003 verscheen Colombo in de krantenkoppen toen hij toegaf gedurende anderhalf jaar cocaïne (om 'therapeutische redenen') te hebben gebruikt en ervoor uitkwam dat hij homoseksueel was.